# Sa Huyện
Sa Huyện (tiếng Trung: 沙县区, Hán Việt: Sa Huyện khu) Là một quận trực thuộc thành phố Tam Minh (三明市), tỉnh Phúc Kiến, Cộng hòa Nhân dân Trung Hoa. Quận Sa Huyện nằm ở trung bộ Phúc Kiến, có diện tích 1795 km2, dân số 240.000 người, mã số bưu chính 365500. Quận lỵ Sa Huyện đóng tại nhai đạo Phong Cương. Quận Sa Huyện được chia thành 2 nhai đạo, 6 trấn, 4 hương.